# Betsy Clifford
Elisabeth Anne „Betsy” Clifford (ur. 15 października 1953 w Ottawie) – kanadyjska narciarka alpejska, dwukrotna medalistka mistrzostw świata, zdobywczyni Małej Kryształowej Kuli Pucharu Świata.

## Kariera
W zawodach Pucharu Świata zadebiutowała 25 stycznia 1968 roku w Saint-Gervais-les-Bains, zajmując 17. miejsce w slalomie. Pierwsze punkty (do sezonu 1978/79 punktowało tylko dziesięć najlepszych zawodniczek) wywalczyła 24 lutego 1968 roku w Oslo, gdzie zajęła dziewiąte miejsce w gigancie. Na podium zawodów tego cyklu pierwszy raz stanęła 6 stycznia 1970 roku w Grindelwald, kończąc rywalizację w slalomie na drugiej pozycji. W zawodach tych rozdzieliła Francuzkę Michèle Jacot i Marilyn Cochran z USA. W kolejnych startach jeszcze 9 razy stawała na podium, odnosząc przy tym trzy zwycięstwa: 14 lutego 1970 roku w Val Gardena wygrała giganta, a 16 grudnia 1970 roku w Val d’Isère i 21 stycznia 1971 roku w Schruns była najlepsza w slalomach. W sezonie 1969/1970 zajęła siódme w klasyfikacji generalnej, a w klasyfikacji slalomu była czwarta. Ponadto w sezonie 1970/1971 zwyciężyła w klasyfikacji slalomu (w klasyfikacji generalnej była dziesiąta).
Wystartowała na igrzyskach olimpijskich w Grenoble w 1968 roku, gdzie zajęła 23. miejsce w zjeździe, a rywalizacji w gigancie i slalomie nie ukończyła. Podczas rozgrywanych osiem lat później igrzysk w Innsbrucku zajęła 22. miejsce w gigancie i zjeździe, a slalomu ponownie nie ukończyła. W 1970 roku zdobyła złoty medal w gigancie na mistrzostwach świata w Val Gardena. Wyprzedziła tam Francuzki: Ingrid Lafforgue i Françoise Macchi. Została tym samym najmłodszą w historii mistrzynią świata (w chwili zwycięstwa miała 16 lat i niespełna 4 miesiące). Zdobyła ponadto srebrny medal w zjeździe podczas mistrzostw świata w Sankt Moritz w 1974 roku. Rozdzieliła tam dwie Austriaczki: Annemarie Moser-Pröll i Wiltrud Drexel.
W 1976 roku zakończyła karierę.

## Osiągnięcia

### Igrzyska olimpijskie
| Miejsce | Dzień     | Rok  | Miejscowość | Konkurencja | Czas biegu | Strata | Zwyciężczyni       |
| ------- | --------- | ---- | ----------- | ----------- | ---------- | ------ | ------------------ |
| 23.     | 10 lutego | 1968 | Grenoble    | Zjazd       | 1:40,87    | +6,73  | Olga Pall          |
| DNF1    | 13 lutego | 1968 | Grenoble    | Slalom      | 1:25,86    | -      | Marielle Goitschel |
| DSQ1    | 15 lutego | 1968 | Grenoble    | Gigant      | 1:51,97    | -      | Nancy Greene       |
| 22.     | 8 lutego  | 1976 | Innsbruck   | Zjazd       | 1:46,16    | +5,24  | Rosi Mittermaier   |
| DNF2    | 11 lutego | 1976 | Innsbruck   | Slalom      | 1:30,54    | -      | Rosi Mittermaier   |
| 22.     | 13 lutego | 1976 | Innsbruck   | Gigant      | 1:29,13    | +3,48  | Kathy Kreiner      |

### Mistrzostwa świata
| Miejsce | Dzień     | Rok  | Miejscowość  | Konkurencja | Czas biegu | Strata     | Zwyciężczyni          |
| ------- | --------- | ---- | ------------ | ----------- | ---------- | ---------- | --------------------- |
| 23.     | 10 lutego | 1968 | Grenoble     | Zjazd       | 1:40,87    | +6,73      | Olga Pall             |
| DNF1    | 13 lutego | 1968 | Grenoble     | Slalom      | 1:25,86    | -          | Marielle Goitschel    |
| DSQ1    | 15 lutego | 1968 | Grenoble     | Gigant      | 1:51,97    | -          | Nancy Greene          |
| 42.     | 11 lutego | 1970 | Val Gardena  | Zjazd       | 1:58,34    | +7,13      | Annerösli Zryd        |
| 8.      | 13 lutego | 1970 | Val Gardena  | Slalom      | 1:40,44    | +5,34      | Ingrid Lafforgue      |
| 1.      | 14 lutego | 1970 | Val Gardena  | Gigant      | 1:20,46    | -          | -                     |
| 11.     | 3 lutego  | 1970 | Val Gardena  | Kombinacja  | 30,31 pkt  | +78,86 pkt | Michèle Jacot         |
| 19.     | 3 lutego  | 1974 | Sankt Moritz | Gigant      | 1:43,18    | +5,00      | Fabienne Serrat       |
| 2.      | 7 lutego  | 1974 | Sankt Moritz | Zjazd       | 1:50,84    | +0,94      | Annemarie Moser-Pröll |
| DNF1    | 8 lutego  | 1974 | Sankt Moritz | Slalom      | 1:34,63    | -          | Hanni Wenzel          |
| 22.     | 8 lutego  | 1976 | Innsbruck    | Zjazd       | 1:46,16    | +5,24      | Rosi Mittermaier      |
| DNF2    | 11 lutego | 1976 | Innsbruck    | Slalom      | 1:30,54    | -          | Rosi Mittermaier      |
| 22.     | 13 lutego | 1976 | Innsbruck    | Gigant      | 1:29,13    | +3,48      | Kathy Kreiner         |

### Puchar Świata

#### Miejsca w klasyfikacji generalnej
- sezon 1967/1968: 42.
- sezon 1968/1969: 21.
- sezon 1969/1970: 7.
- sezon 1970/1971: 10.
- sezon 1971/1972: 18.
- sezon 1973/1974: 18.
- sezon 1974/1975: 15.
- sezon 1975/1976: 22.

#### Miejsca na podium w zawodach
1. Grindelwald – 6 stycznia 1970 (slalom) – 2. miejsce
2. Bad Gastein – 13 stycznia 1970 (slalom) – 2. miejsce
3. Val Gardena – 14 lutego 1970 (gigant) – 1. miejsce
4. Jackson Hole – 22 lutego 1970 (slalom) – 3. miejsce
5. Vancouver – 1 marca 1970 (slalom) – 3. miejsce
6. Val d’Isère – 16 grudnia 1970 (slalom) – 1. miejsce
7. Schruns – 21 stycznia 1971 (slalom) – 1. miejsce
8. Heavenly Valley – 24 lutego 1971 (slalom) – 2. miejsce
9. Pfronten – 5 stycznia 1974 (zjazd) – 3. miejsce
10. Bad Gastein – 22 stycznia 1976 (kombinacja) – 3. miejsce

- 3 zwycięstwa, 3 drugie i 4 trzecie miejsca.